# سينغرد
سينغرد (بالفارسية: سینگرد) هي قرية تقع في قسم زاينده‌رود الشمالي الريفي في إيران. يقدر عدد سكانها بـ 506 نسمة بحسب إحصاء 2016.